# Édit de Châteauregnard
L’édit de Châteaurenard est un édit promulgué le 21 mai 1539 par le roi de France François Ier. Cet édit permet la création de loteries à condition du paiement d’un droit au Trésor. 

## Création
Une loterie était déjà en place dans les villes de Florence, Venise et Gênes. Cette pratique fut donc découverte lors des campagnes d'Italie et mise en place en France pour renflouer les caisses de l'État. Cette loterie est l’œuvre d’un Italien et reçoit l'autorisation du roi qui signe l'édit à Château-Renard. 
La raison de cette création est "pour porter remède aux jeux dissolus et empescher nostables bourgeois, marchans et aultres de blasphemer Dieu, de consommer leur temps, labeur, vertues et necessaires en jeu de hasard."

## Mise en place
Seuls quelques particuliers avaient le monopole de la loterie. La loterie se nomme alors blanque, de l'italien blanca (blanche) d'après la couleur des billets où seuls ceux en noir, parmi les billets blancs distribués, sont gagnants. Son principe repose sur l'achat de billets qui seront tirés au sort, le gagnant remportant un bijou. Le tirage au sort se fait en présence de l'archevêque et du Premier president du Parlement de Paris.

## Abrogation
L’édit sera abrogé deux ans plus tard, en février, en raison de son manque de succès dû au paiement élevé du droit et à l’opposition du Parlement.